# Lista de jogos eletrônicos de Sonic the Hedgehog
Abaixo há uma série de jogos do mascote da Sega Sonic e outros personagens.

## Mega Drive/Sega Genesis
- Sonic the Hedgehog (1991) - Estrelado - Sonic/Eggman[1]
- Sonic Eraser (1991) - Estrelado - Sonic
- Sonic the Hedgehog 2 (1992) - Estrelado - Sonic/Tails/Eggman[2]
- Dr. Robotnik's Mean Bean Machine (1993) - Estrelado - Eggman[3]
- Sonic Spinball (1993) - Estrelado - Sonic/Tails/Eggman/Sally[4]
- Sonic the Hedgehog 3 (1994) - Estrelado - Sonic/Knuckles/Tails/Eggman[5]
- Sonic & Knuckles (1994) - Estrelado - Sonic/Knuckles/Eggman/Mecha Sonic/Egg Robo
- Sonic 2 & Knuckles (1994) - Estrelado - Knuckles/Tails/Eggman/Silver Sonic
- Sonic 3 & Knuckles (1994) - Estrelado - Sonic/Knuckles/Tails/Eggman/Mecha Sonic/Egg Robo
- Sonic Special Stages (1994) - Estrelado - Sonic/Tails/Knuckles/Eggman
- Wacky Worlds (1994) - Paticipação - Sonic/Tails
- Sonic 3D Blast (1996) - Estrelado - Sonic/Tails/Knuckles/Eggman
- Sonic Compilation (1995) - Estrelado - Sonic/Tails/Eggman

## Mega CD/Sega CD
- Sonic CD (1993) - Estrelado - Sonic/Amy/Metal Sonic/Eggman[6]

## Mega 32X
- Knuckles' Chaotix (1995) - Estrelado - Knuckles/Vector/Espio/Charmy/Mighty/Metal Sonic

## Master System
- Sonic the Hedgehog (1991) - Estrelado - Sonic/Eggman[7]
- Sonic the Hedgehog 2 (1992) - Estrelado - Sonic/Tails/Eggman
- Dr. Robotnik's Mean Bean Machine (1994) - Estrelado - Eggman
- Sonic Chaos (1993) - Estrelado - Sonic/Tails/Eggman
- Sonic Spinball (1994) - Estrelado - Sonic/Tails/Eggman
- Sonic Blast (1996) - Sonic/Knuckles/Eggmam

## Game Gear
- Sonic the Hedgehog (1991) - Estrelado - Sonic/Eggman
- Sonic the Hedgehog 2 (1992) - Estrelado - Sonic/Tails/Eggman
- Dr. Robotnik's Mean Bean Machine (1994) - Estrelado - Eggman
- Sonic Chaos (1993) - Estrelado - Sonic/Tails/Eggman
- Sonic Triple Trouble (1994) - Estrelado - Sonic/Knuckles/Tails/Fang/Eggman
- Sonic Drift (1994) - Estrelado - Sonic/Tails/Amy/Eggman
- Sonic Spinball (1995) - Estrelado - Sonic/Tails/Eggman
- Sonic Drift 2 (1995) - Estrelado - Sonic/Knuckles/Tails/Amy/Metal Sonic/Fang/Eggman
- Tails Adventures (1995) - Estrelado - Tails
- Sonic 2 In 1 (1995) - Estrelado - Sonic/Tails/Eggman
- Sonic Labyrinth (1995) - Estrelado - Sonic/Eggman
- Tails' Skypatrol (1995) - Estrelado - Tails/Bruxa Withcart
- Sonic Blast (1996) - Estrelado - Sonic/Knuckles/Eggman

## Sega Pico
- Sonic's Game World (1996) - Estrelado - Sonic/Tails/Amy/Eggman
- Tails and the Music Maker (1996) - Estrelado - Tails

## Sega Saturn
- Sonic 3D Blast (1997) - Estrelado - Sonic/Tails/Knuckles/Eggman
- Sonic R (1997) - Estrelado - Sonic/Tails/Knuckles/Amy/Metal Sonic/Metal Knuckles/Tails Doll/Egg Robo/Eggman
- Sonic Jam (1997) - Estrelado - Sonic/Tails/Knuckles/Metal Sonic/Eggman/Egg Robo

## Dreamcast
- Sonic Adventure (1999) - Estrelado - Sonic/Tails/Knuckles/Amy/Gamma/Big/Chaos/Tikal/Eggman/Pachacamac
- Sonic Shuffle (2000) - Estrelado - Sonic/Tails/Knuckles/Amy/Eggman
- Sonic Adventure 2 (2001) - Estrelado - Sonic/Shadow/Knuckles/Rouge/Tails/Eggman/Chaos/Maria/Amy/Tikal

## GameCube
- Sonic Adventure DX: Director's Cut - Estrelado - Sonic/Tails/Knuckles/Amy/Gamma/Big/Chaos/Tikal/Eggman/Pachacamac/Metal Sonic
- Sonic Adventure 2: Battle (2001) - Estrelado - Sonic/Shadow/Knuckles/Rouge/Tails/Eggman/Maria/Amy/Big
- Sonic Mega Collection (2002) - Estrelado - Sonic/Tails/Knuckles/Metal Sonic/Eggman/Egg Robo/Shadow/Rouge/Amy/Omega/Gamma/Chaos/Emerl/Vector/Espio/Charmy/Cream/Gmerl
- Virtua Striker 3 (2002) - Participação - Sonic/Tails/Knuckles/Amy/Eggman
- Sonic Adventure DX (2003) - Estrelado - Sonic/Tails/Knuckles/Amy/Gamma/Big/Chaos/Tikal/Eggman/Pachacamac/Metal Sonic
- Sonic Heroes (2003) - Estrelado - Sonic/Tails/Knuckles/Shadow/Rouge/Omega/Amy/Cream/Big/Espio/Charmy/Vector/Metal Sonic/Eggman
- Sonic Gems Collection (2005) - Estrelado - Sonic/Tails/Knuckles/Amy/Fang/Bean/Bark/Espio/Metal Sonic/Eggman/Honey/Metal Knuckles/Tails Doll/Egg Robo
- Shadow the Hedgehog (2005) - Shadow/Knuckles/Sonic/Maria/Black Doom/Tails/Eggman/Amy/Cream/Rouge/Espio/Charmy/Vector/Comandante do G.U.N/Presidente
- Sonic Riders (2006) - Sonic/Tails/Knuckles/Jet/Wave/Storm/Eggman/E-10000-G/E10000-R/Amy/Shadow/Rouge/Cream

## Game Boy Advance
- Sonic Advance (2001) - Estrelado - Sonic/Tails/Knuckles/Amy/Metal Sonic/Eggman
- Sega Smash Pack (2001) - Participação - Sonic/Tails/Eggman
- Sonic Advance 2 (2002) - Estrelado - Sonic/Tails/Knuckles/Amy/Cream/Vanilla/Eggman
- Sonic Pinball Party (2003) - Estrelado - Sonic/Tails/Knuckles
- Sonic Battle (2003) - Estrelado - Sonic/Tails/Knuckles/Emerl/Shadow/Rouge/Amy/Cream/Gamma/Chaos/Eggman
- Sonic Advance 3 (2004) - Estrelado - Sonic/Tails/Knuckles/Amy/Cream/Eggman/Gizoid
- Sonic the Hedgehog Genesis (2006) - Estrelado - Sonic/Eggman

## Nintendo DS
- Sonic Rush (2005) - Estrelado - Sonic/Blaze/Tails/Cream/Amy/Knuckles/Vanilla/Dr.Eggman/Dr.Eggman Nega
- Sonic Rush Adventure (2007) - Estrelado - Sonic/Blaze/Tails/Marine/Capitão Whisker/Johnny
- Mario & Sonic at the Olympic Games (2008) - Participação - Sonic/Knuckles/Tails/Amy/Vector/Shadow/Blaze/Eggman
- Sega Superstars Tennis (2008) - Participação - Sonic/Tails/Amy/Eggman/Shadow
- Sonic Chronicles: The Dark Brotherhood (2008) - Estrelado - Sonic/Knuckles/Shadow/Shade/Tails/Amy/Rouge/Omega/Cream/Big/Eggman
- Mario & Sonic at the Olympic Winter Games (2009) - Participação - Sonic/Knuckles/Silver/Tails/Amy/Vector/Shadow/Blaze/Eggman/Metal Sonic
- Sonic Classic Collection (2010) - Estrelado - Sonic/Knuckles/Tails/Metal Sonic/Eggman/Egg Robo
- Sonic & Sega All-Stars Racing - 2010 - Sonic/Knuckles/Shadow/Eggman/Amy/Big/Metal Sonic/Billy Hatcher/AiAi/Amigo/Beat/BD Joe/Ryo Hazuki/Zobio & Zobiko/Jacky Bryant & Akira Yuki/Mobo & Robo/Alex Kidd/Chuih, ChuBei, ChuPea and ChuBach/Opa-Opa
- Sonic Colours - 2010 - Sonic/Tails/Eggman/Cubot/Orbot/Yacker/Wisps

## Nintendo 3DS
- Sonic Generations (2011) - Participando - Sonic Clássico/Sonic Moderno/Tails Clássico/Tails Moderno/Knuckles/Amy/Shadow/Silver/Vector/Espio/Charmy/Cream/Cheese/Rouge/Eggman Clássico/Eggman Moderno/Metal Sonic/Time Eater
- Sonic Lost World (2013) - Sonic/Tails/Knuckles/Amy/Eggman/Orbot/Wisps/Zavok/Zazz/Zeena/Master Zik/Zomon/Zor
- Sonic & All-Stars Racing Transformed (2012) - Sonic/Tails/Amy/Knuckles/Dr.Eggman/Shadow/Metal Sonic/AiAi/MeeMee/Amigo/Beat/Gum/B.D.Joe/Gilius Thunderhead/Vyse/Joe Musashi/Ulala/Pudding/Nights/Reala/AGES//Alex Kidd/Mii/Avatar/Football Manager/Shogun/Team Fortress/General Winter/Willemus/Yogscast
- Super Smash Bros. for Nintendo 3DS (2014) - Participação - Sonic/Tails/Knuckles/Shadow/Silver
- Sonic Boom Shattered Crystal (2014) - Sonic/Tails/Knuckles/Sticks/Eggman
- Sonic Boom: Ice & Fire (2016) - Sonic/Tails/Knuckles/Amy/Sticks/Eggman

## Nintendo Wii
- Sonic and the Secret Rings (2007) - Estrelado - Sonic/Shahra/Simbad/Ali Baba/Shahra/Erazor Djinn
- Mario & Sonic at the Olympic Games (2007) - Estrelado - Sonic/Knuckles/Tails/Amy/Vector/Shadow/Blaze/Eggman
- Sonic Riders:Zero Gravity (2008) - Estrelado - Sonic/Tails/Knuckles/Jet/Wave/Storm/Eggman/SCR - GP/SCR - HD/Amy/Shadow/Rouge/Cream/Silver/Blaze
- Sega Superstars Tennis (2008) - Participação - Sonic/Tails/Amy/Eggman/Shadow
- Super Smash Bros Brawl (2008) - Participação - Sonic/Tails/Knuckles/Shadow/Silver
- Sonic Unleashed (2008) - Estrelado - Sonic/Light Gaia/Tails/Amy/Dark Gaia/Dr. Pickle/Dr.Eggman
- Sonic and the Black Knight (2009) - Estrelado - Sonic/Merlina/Gawain/Lancelot/Galahad/Lamorak/Percival/Dama do Lago/Blacksmith/Knuckles/Shadow/Blaze/Rei Arthur
- Mario & Sonic at the Olympic Winter Games (2009) - Participação - Sonic/Knuckles/Silver/Tails/Amy/Vector/Shadow/Blaze/Eggman/Metal Sonic/Cream/Charmy
- Sonic & Sega All-Stars Racing (2010) - Estrelado - Sonic/Knuckles/Shadow/Eggman/Amy/Big/Metal Sonic/Billy Hatcher/AiAi/Amigo/Beat/BD Joe/Ryo Hazuki/Zobio & Zobiko/Jacky Bryant & Akira Yuki/Mobo & Robo/Alex Kidd/Chuih, ChuBei, ChuPea and ChuBach/Opa-Opa
- Sonic Colors - 2010 - Estrelado - Sonic/Tails/Eggman/Cubot/Orbot/Yacker/Wisps
- Sonic the Hedgehog 4 - Estrelado - Sonic/Dr.Eggman

## Nintendo Wii U
- Sonic Lost World (2013) - Estrelado - Sonic/Tails/Knuckles/Amy/Eggman/Cubot/Orbot/Yacker/Zavok/Zazz/Zeena/Master Zik/Zomom/Zor
- Super Smash Bros. for Wii U (2014) - Participação - Sonic/Tails/Knuckles/Shadow/Silver
- Sonic Boom: Rise of Lyric (2014)

## Nintendo Switch
- Sonic Mania (2017)
- Sonic Forces (2017)
- Sonic Mania Plus (2018)
- Super Smash Bros Ultimate (2018)
- Sonic The Hedgehog AGES (2018)
- Team Sonic Racing (2019)
- Sonic The Hedgehog 2 AGES (2020)
- Sonic Colors Ultimate (2021)
- Sonic Origins (2022)
- Sonic Frontiers (2022)[8]
- Sonic Superstars (2023)
- Sonic X Shadow Generations (2024)
- Sonic Racing CrossWorlds (2025)

## Nintendo Switch 2
- Sonic X Shadow Generations (2025)
- Sonic Racing CrossWorlds (2025)

## PlayStation 2
- Sonic Heroes (2003) - Estrelado - Sonic/Tails/Knuckles/Shadow/Rouge/Omega/Amy/Cream/Big/Espio/Charmy/Vector
- Sonic Mega Collection Plus (2004) - Estrelado - Sonic/Tails/Knuckles/Eggman/Egg Robo/Chaos/Amy/Big/Cream/Vector/Charmy/Espio/Shadow/Rouge/Omega/Gamma/Emerl/Chaos/Gmerl
- SEGA Superstars (2004) - Participação - Sonic/Shadow
- Sonic Gems Collection (2005) - Estrelado - Sonic/Tails/Knuckles/Fang/Bark/Bean/Metal Sonic/Amy/Metal Knuckles/Tails Doll/Egg Robo/Espio
- Shadow the Hedgehog (2005) - Estrelado - Shadow/Maria/Sonic/Knuckles/Eggman/Tails/Espio/Charmy/Vector/Rouge/Presidente/Comandante da G.U.N/Black Doom
- Sonic Riders (2006) - Estrelado - Sonic/Tails/Knuckles/Jet/Wave/Storm/Amy/Cream/Shadow/Rouge/E - 10000 - G/E - 10000 - R/Eggman
- Sonic Riders:Zero Gravity (2008) - Estrelado - Sonic/Tails/Knuckles/Jet/Wave/Storm/Amy/Cream/Shadow/Rouge/Eggman/Silver/Blaze/SCR - GP/SCR - HD
- Sega Superstars Tennis (2008) - Participação - Sonic/Eggman/Tails/Knuckles/Amy/Shadow/Silver/Blaze/Eggman/Metal Sonic
- Sonic Unleashed (2008) - Estrelado - Sonic/Tails/Chip/Amy/Professor Pickle/Dark Gaia/Eggman

## PlayStation 3
- Sonic Next-Gen (2006) - Estrelado - Sonic/Elise/Silver/Shadow/Knuckles/Rouge/Tails/Amy/Eggman/Blaze/Mephiles/Omega/Iblis
- Sonic Unleashed PS 3 (2008) - Estrelado - Sonic/Light Gaia/Tails/Amy/Dark Gaia/Eggman/Professor Pickle
- Sega Superstars Tennis (2008) - Participação - Sonic/Eggman/Tails/Knuckles/Amy/Shadow/Silver/Blaze/Eggman/Metal Sonic
- Sonic & Sega All-Stars Racing - 2010 - Sonic/Knuckles/Shadow/Eggman/Amy/Big/Metal Sonic/Billy Hatcher/AiAi/Amigo/Beat/BD Joe/Ryo Hazuki/Zobio & Zobiko/Jacky Bryant & Akira Yuki/Mobo & Robo/Alex Kidd/Chuih, ChuBei, ChuPea and ChuBach/Opa-Opa
- Sonic the Hedgehog 4 (2010) - Estrelando - Sonic/Eggman
- Sonic Generations (2011) - Participando - Sonic Clássico/Sonic Moderno/Tails Clássico/Tails Moderno/Knuckles/Amy/Shadow/Silver/Vector/Espio/Charmy/Cream/Cheese/Rouge/Eggman Clássico/Eggman Moderno/Metal Sonic/Time Eater

## PlayStation 4
- Sonic Mania (2017)
- Sonic Forces (2017)
- Sonic Mania Plus (2018)
- Team Sonic Racing (2019)
- Sonic Colors Ultimate (2021)
- Sonic Origins (2022)
- Sonic Frontiers (2022)[8]
- Sonic Superstars (2023)
- Sonic X Shadow Generations (2024)
- Sonic Racing CrossWorlds (2025)

## PlayStation 5
- Sonic Colors Ultimate (2021)
- Sonic Origins (2022)
- Sonic Frontiers (2022)[8]
- Sonic Superstars (2023)
- Sonic X Shadow Generations (2024)
- Sonic Racing CrossWorlds (2025)

## Playstation Portable
- Sonic Rivals (2006) - Estrelado - Sonic/Shadow/Silver/Knuckles/Metal Sonic
- Sonic Rivals 2 (2007) - Estrelado - Sonic/Shadow/Tails/Knuckles/Metal Sonic/Silver/Rouge/Espio

## Xbox
- Sonic Heroes (2003) - Estrelado - Sonic/Tails/Knuckles/Shadow/Rouge/Omega/Amy/Cream/Big/Espio/Charmy/Vector/Metal Sonic/Eggman
- Sonic Mega Collection Plus (2004) - Sonic/Tails/Knuckles/Eggman/Egg Robo
- Shadow the Hedgehog (2005) - Estrelado - Shadow/Maria/Black Doom/Gerald/Eggman/Sonic/Tails/Espio/Knuckles/Amy/Omega/Vector/Charmy
- Sonic Riders (2006) - Sonic/Tails/Knuckles/Amy/Rouge/Shadow/Eggman/E-10000 G/E-10000 R/Cream/Jet/Wave/Storm

## Xbox 360
- Sonic Next-Gen(Sonic The Hedgehog) (2006) - Estrelado - Sonic/Shadow/Silver/Elise/Eggman/Duke of Soleana/Solaris/Iblis/Mephiles/Knuckles/Tails/Omega/Rouge/Blaze/Amy
- Sega Superstars Tennis (2008) - Participação - Sonic/Eggman
- Sonic Unleashed (2008) - Estrelado - Sonic/Light Gaia/Tails/Dark Gaia/Eggman/Amy/Professor Pickle
- Sonic the Hedgehog 4 (2010) - Estrelando - Sonic/Eggman
- Sonic Free Riders (2010) - Sonic/Tails/Knuckles/Jet/Wave/Storm/Shadow/Rouge/Metal Sonic/Cream/Amy/Vector/Silver/Blaze/E-1000B/Eggman
- Sonic & Sega All-Stars Racing (2010)- Sonic/Knuckles/Shadow/Eggman/Amy/Big/Metal Sonic/Billy Hatcher/AiAi/Amigo/Beat/BD Joe/Ryo Hazuki/Zobio & Zobiko/Jacky Bryant & Akira Yuki/Mobo & Robo/Alex Kidd/Chuih, ChuBei, ChuPea and ChuBach/Opa-Opa
- Sonic Generations (2011) - Sonic Clássico/Sonic Moderno/Tails Clássico/Tails Moderno/Knuckles/Amy/Shadow/Silver/Vector/Espio/Charmy/Cream/Cheese/Rouge/Eggman Clássico/Eggman Moderno/Metal Sonic/Time Eater
- Sonic & Sega All-Stars Racing Transformed (2012)- Sonic/Knuckles/Shadow/Eggman/Amy/Big/Metal Sonic/Billy Hatcher/AiAi/Amigo/Beat/BD Joe/Ryo Hazuki/Zobio & Zobiko/Jacky Bryant & Akira Yuki/Mobo & Robo/Alex Kidd/Chuih, ChuBei, ChuPea and ChuBach/Opa-Opa

## Xbox One
- Sonic Mania (2017)
- Sonic Forces (2017)
- Sonic Mania Plus (2018)
- Team Sonic Racing (2019)
- Sonic Colors Ultimate (2021)
- Sonic Origins (2022)
- Sonic Frontiers (2022)[8]
- Sonic Superstars (2023)

## Xbox Series X/S
- Sonic Colors Ultimate (2021)
- Sonic Origins (2022)
- Sonic Frontiers (2022)[8]
- Sonic Superstars (2023)

## PC
- Sonic 2 (1992) - Sonic/Tails/Eggman
- Sonic CD (1996) - Estrelado - Sonic/Metal Sonic/Eggman/Amy
- Sonic Schoolhouse (1997) - Sonic
- Sonic 3D Blast - Sonic/Eggman/Tails/Knuckles
- Sonic & Knuckles Collection - Sonic/Knuckles/Tails/Eggman/Egg Robo/Mecha Sonic
- Sonic R - (1998) - Sonic/Tails/Knuckles/Amy/Eggman/Egg Robo/Metal Sonic/Tails Doll/Metal Knuckles
- Sonic Adventure DX: Director's Cut (2003) - Sonic/Tails/Knuckles/Amy/Big/Gamma/Eggman/Metal Sonic/Tikal/Chaos/Cream
- Sonic Adventure 2: Battle (2001) - Sonic/Tails/Knuckles/Amy/Metal Sonic/Eggman/Shadow/Rouge/Tikal/Chaos/Chao
- Sonic Heroes (2004) - Sonic/Tails/Knuckles/Shadow/Rouge/Omega/Amy/Cream/Big/Espio/Charmy/Vector/Eggman/Metal Sonic
- Sonic Riders (2006) - Sonic/Tails/Knuckles/Jet/Wave/Storm/E-10000 G/E-10000 R/Amy/Cream/Shadow/Rouge/Eggman
- Sonic Mega Collection Plus (2006) - Sonic/Tails/Knuckles/Eggman/Shadow/Rouge/Omega/Amy/Cream/Big/Chaos/Emerl/Gmerl/Gamma
- Sonic & Sega All-Stars Racing (2010)
- Sonic the Hedgehog 4 (2010) - Participando - Sonic/Eggman
- Sonic Generations (2011) - Participando - Sonic Clássico/Sonic Moderno/Tails Clássico/Tails Moderno/Knuckles/Amy/Shadow/Silver/Vector/Espio/Charmy/Cream/Cheese/Rouge/Eggman Clássico/Eggman Moderno/Metal Sonic/Time Eater
- Sonic Mania (2017)
- Sonic Forces (2017)
- Sonic Mania Plus (2018)
- Team Sonic Racing (2019)
- Sonic Colors Ultimate (2021)
- Sonic Origins (2022)
- Sonic Frontiers (2022)[8]
- The Murder of Sonic the Hedgehog (2023)[9]
- Sonic Superstars (2023)
- Sonic X Shadow Generations (2024)
- Sonic Rumble (2025)

## Arcade
- Sonic the Hedgehog (1991) - Estrelado Sonic/Eggman
- SegaSonic the Hedgehog (1993) - Estrelado - Sonic/Mighty/Ray/Eggman
- Sonic the Fighters (1996) - Estrelado - Sonic/Tails/Knuckles/Amy/Espio/Eggman/Honey/Bark/Bean/Fang/Metal Sonic
- Sonic the Hedgehog 2 - Estrelado - Sonic/Tails/Eggman/Silver Sonic
- Sonic the Hedgehog Spinball - Estrelado - Sonic/Tails/Eggman
- Dr. Robotnik's Mean Bean Machine - Estrelado - Sonic
- Sonic the Hedgehog 3 - Estrelado - Sonic/Tails/Knuckles/Eggman
- Sonic & Knuckles - Estrelado - Sonic/Knuckles/Eggman/Tails/Metal Sonic
- Sonic 3D Blast - Estrelado - Sonic/Eggman/Tails/Knuckles
- Virtua Strike 3 (2002) - Participação - Sonic/Tails/Knuckles/Amy/Eggman

## N-Gage
- Sonic N (2003) - Sonic/Tails/Knuckles/Amy/Eggman

## Celular
- Sonic Jump (2005)
- Sonic Jump 2 (2008)
- Sonic the Hedgehog 4 Episode 1 (2010)
- Sonic CD (2011)
- Sonic the Hedgehog - (2012)
- Sonic the Hedgehog 2 (2012)
- Sonic the Hedgehog 4 Episode 2 (2012)
- Sonic Dash (2013)
- Sonic Dash 2 - Sonic Boom (2015)
- Sonic Runners (2015)
- Sonic Jump Fever (2016)
- Sonic Forces Speed Battle (2017)
- Sonic Mania Plus - NETFLIX (2024)
- Sonic Prime Dash - NETFLIX (2024)
- Sonic Rumble (2025)

## iPhone
- Sonic the Hedgehog (2006) - Estrelado - Sonic/Eggman
- Sonic Unleashed (2009) - Estrelado - Sonic/Light Gaia/Tails/Eggman/Dark Gaia/Professor Pickle
- Sonic the Hedgehog 4 (2010) - Estrelando - Sonic/Eggman
- Sonic Dash (2013) - Estrelando - Sonic/Tails/Knuckles/Amy/Shadow/Blaze/Silver/Rouge/Cream/adroid e andronic[10]
- Sonic Racing (2020)
- Sonic Dream Team (2023) - Estrelando - Sonic/Tails/Knuckles/Amy/Cream/Rouge
- Sonic Rumble (2025)

## Neo Geo Pocket Color
- Sonic the Hedgehog: Pocket Adventure (1999) - Estrelado - Sonic/Eggman

## game.com
- Sonic Jam (1998) - Estrelado - Sonic/Tails/Knuckles/Eggman/

## Games cancelados
- Sonic X-treme
- Sonic Crackers
- Sonic Mars
- Sonic's Edusoft
- Sonic The Hedgehog (AMIGA)
- Sonic DS
- Sonic-16
- Sonic Sports